# Pas kontrolno-śladowy

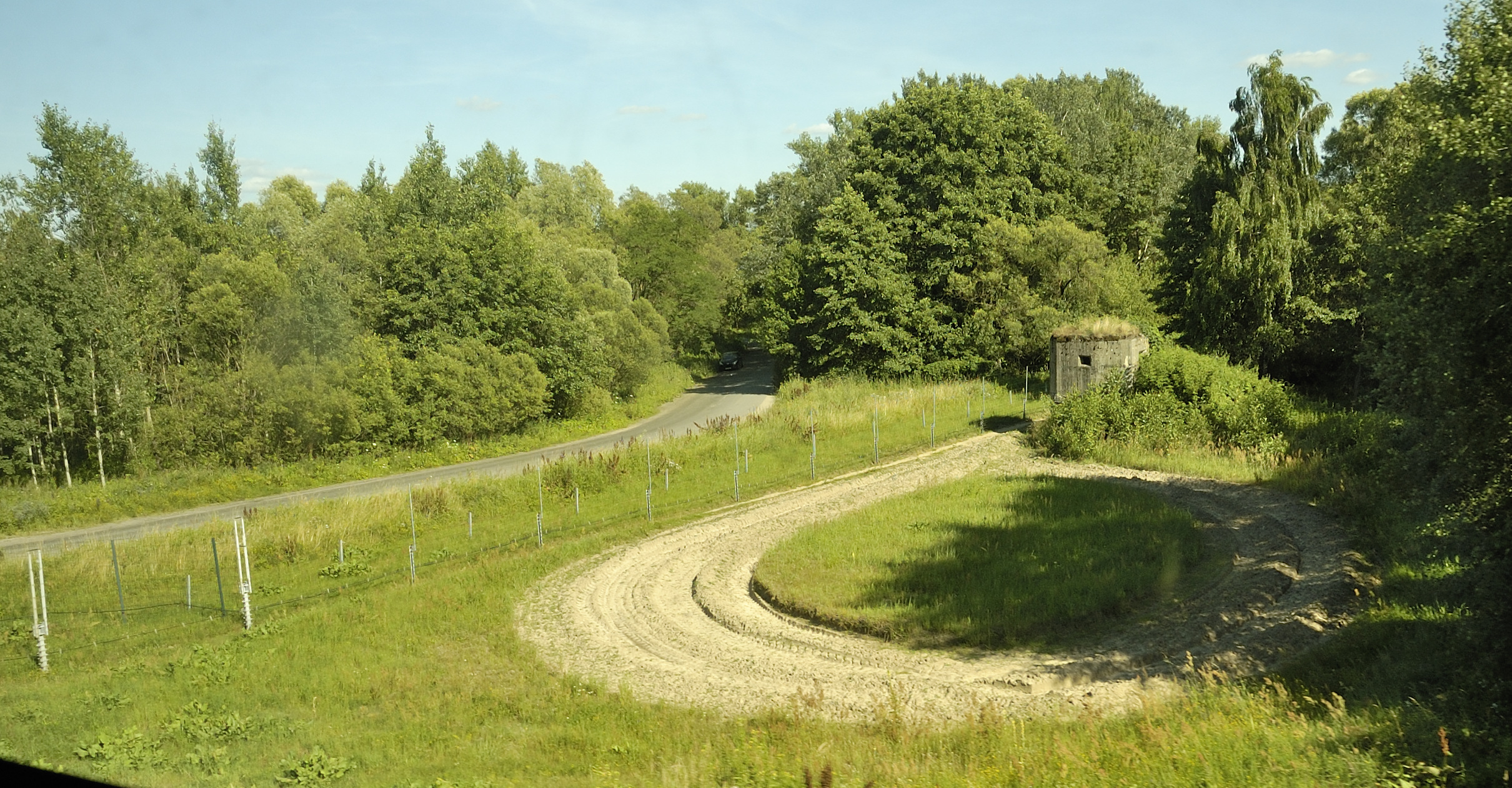
Pas kontrolno-śladowy na granicy białorusko-polskiej

Pas kontrolno-śladowy (ros. контрольно-следовая полоса (КСП)) – pas terenu wzdłuż granicy państwowej, którego powierzchnia w sposób naturalny lub specjalnie przygotowany pozwala wykryć i zachować ślady naruszycieli granicy, w tym zwierząt i innych obiektów.
Sposób ochrony granicy przyjęty i stosowany w ZSRR, WNP i innych państwach, gdzie jest jednym z głównych elementów inżynieryjno-technicznych zabezpieczeń granicy.

## Historia pasa ornego
W latach dwudziestych na granicy z ZSRR stosowane różnego rodzaju techniki mające zachować ślady, przykładowo posypywano ścieżki na granicy piaskiem – wychodząc na obchód, każdy czerwonoarmista obowiązany był zabrać worek wypełniony piaskiem i wysypać go na granicy.
Jesienią 1931 roku chłopi ze wsi Łunino na brzegu rzeki Niemen na granicy z Polską zaczęli orać pole pod koniczynę, ale zaorali tylko jeden pas ziemi przy granicy. Przechodząc obok zaoranego pasa, wojskowy felczer Gorodniczy zauważył ślady wyraźnie nienależące do miejscowych chłopów. Idąc po śladach, zatrzymał zagranicznego szpiega i zameldował o wszystkim dowództwu placówki. Idea zaorywania sprawdziła się i zaczęła być stosowana regularnie.
Do 1939 praktyka zaorywania pasów przygranicznej ziemi, położonych wzdłuż całej granicy państwowej ZSRR, została zatwierdzona prawnie. Po wojnie taki pas otrzymał oficjalny termin „pas kontrolno-śladowy”.

## Rodzaje pasów
Jako naturalne mogą być wykorzystywane pasy pokrywy śnieżnej, piaszczystego wybrzeża morza, rzek, jezior i innych zbiorników wodnych, jednorodnej i gęstej trawy, torfu, mchu, stałych piasków. Sztuczne pasy (zaorane lub nawiezione) stosuje się w formie pasa, którego wierzchnia warstwa jest luźna i posiada ukształtowany spiczasty profil.
Główne pasy o szerokości nie mniej niż 6 metrów położone są zwykle wzdłuż oznakowanego ogrodzenia, wszystkie pozostałe są wspomagające i mogą mieć szerokość od 2 do 8 metrów.